# الاتور، مانارگودی
الاتور، مانارگودی (به انگلیسی: Alathur, Mannargudi) یک منطقهٔ مسکونی در هند است که در تامیل نادو واقع شده‌است.

## خصوصیات
الاتور ۱٬۶۲۶ نفر جمعیت دارد.